# AAA-Saison 1920
Die AAA-Saison 1920 war die zwölfte Saison im US-amerikanischen Formelsport. Sie begann am 28. Februar in Beverly Hills und endete am 25. November ebenfalls dort. Gaston Chevrolet gewann den Titel, obwohl er im letzten Rennen tödlich verunfallte. Über diese Saison gab es lange Zeit Fehlinformationen bezüglich der Rennanzahl und des Titelgewinners. Damalige Berichte nannten ausschließlich Chevrolet als Meister über eine fünf Rennen umfassende Meisterschaft.

## Rennergebnisse
Vor Saisonbeginn veröffentlichte die AAA einen Kalender über elf Rennen. Von diesen zählten am Ende aber bloß fünf für die Meisterschaft. Eine Bedingung, damit ein Rennen als Meisterschaftslauf gewertet wurde, war, dass die Veranstalter 100 $ pro Meile Renndistanz aufbrachten. Für das 4th Annual Autumn Classic am 6. September war dies nicht der Fall.
| Nr. | Datum        | Ort (Staat)        | Rennen / Rennstrecke                                                | Distanz (mi / km) Runden | Sieger           | Team/Fahrzeugbesitzer Fahrzeug |
| --- | ------------ | ------------------ | ------------------------------------------------------------------- | ------------------------ | ---------------- | ------------------------------ |
| 1   | 28. Februar  | Beverly Hills (CA) | Beverly Hills Race 1 Los Angeles Motor Speedway (HO)                | 250 / 402,3 200 Runden   | Jimmy Murphy     | Duesenberg Bros Duesenberg     |
| 2   | 30. Mai      | Indianapolis (IN)  | International 500 Mile Sweepstakes Indianapolis Motor Speedway (ZO) | 500 / 804,7 200 Runden   | Gaston Chevrolet | William Small Frontenac        |
| 3   | 05. Juli     | Tacoma (WA)        | Tacoma Race Pacific Coast Speedway (HO)                             | 200 / 321,9 100 Runden   | Tommy Milton     | Duesenberg Bros Duesenberg     |
| 4   | 28. August   | Elgin (IL)         | Elgin National Trophy Race Elgin Road Race Course (T)               | 255 / 410,4 30 Runden    | Ralph DePalma    | Ralph DePalma Ballot           |
| 5   | 25. November | Beverly Hills (CA) | Beverly Hills Race 5 Los Angeles Motor Speedway (HO)                | 250 / 402,3 200 Runden   | Roscoe Sarles    | Duesenberg Bros Duesenberg     |

- Erklärung: HO: Holzoval, ZO: Ziegelsteinoval, T: temporäre Rennstrecke

## Saisonüberblick
Die Saison begann mit einem 250-Meilen-Rennen auf dem neu gebauten Holzoval in Beverly Hills. Die Strecke wurde erst kurz vor dem Rennen fertig gebaut. Die Kurven besaßen eine Steigung von 35 Grad. Das Rennen gewann Jimmy Murphy auf Duesenberg. Es war sein zweiter Start als Fahrer. Zuvor war er bereits als Mechaniker des Duesenberg-Teams für verschiedene Fahrer am Start gewesen. Einen Monat später fanden auf derselben Rennstrecke drei 50-Meilen-Rennen statt. Die Veranstaltung bestand auf zwei Vorläufen mit acht bzw. sieben Meldungen, von denen die jeweils schnellsten vier im Hauptlauf antraten. Tommy Milton auf Duesenberg gewann den Hauptlauf.
Beim International 500 Mile Sweepstakes galt für die Motoren eine neue Hubraumobergrenze. Statt der bisher erlaubten 300 in³ (ca. 4,9 l) durften die Motoren nun maximal 183 in³ (3 l) Hubraum haben. Das Duesenberg-Team kam erst im letzten Moment an der Rennstrecke an. Ralph DePalma auf Ballot startete das Rennen von der Pole-Position. Die Führung am Ende der ersten Runde hatte aber Joe Boyer auf Frontenac inne. Er war vom fünften Platz gestartet. Bis zur 107 Runde lag er 93 Runden lang in Führung. Nach kurzer Führung von René Thomas übernahm Ralph DePalma wieder den ersten Platz. Den behielt er bis zur 186. Runden, als er mit technischen Problemen zurückfiel. Von da an führte Gaston Chevrolet auf Frontenac das Rennen bis zum Ende an und holte somit seinen einzigen Indy-500-Sieg.
Die Saison ging mit dem Universal Trophy Race, das nicht zur Meisterschaft zählte, am 19. Juni weiter. Tommy Milton gewann für Duesenberg auf dem 1,125 Meilen langen Holzoval. Das nächste Rennen auf dem Pacific Coast Speedway gewann Milton auch. Er lag in 94 der 100 Runden in Führung. Damit lag Chevrolet mit 1015 Punkten vor Milton mit 670 Punkten in der Meisterschaft in Führung. Das einzige Straßenkursrennen fand Ende August in Elgin statt. Es waren rund 60.000 Zuschauer vor Ort. DePalma gewann vor Milton und Murphy. Chevrolet beendete das Rennen als Achter und Letzter. Der Meisterschafsstand lautete damit wie folgt: Chevrolet 1030 Punkte, Milton 930 Punkte, Murphy 805 Punkte und DePalma 605 Punkte. Es folgten drei meisterschaftsfreie Rennen im September und Oktober. Diese wurden von Milton, DePalma und Murphy gewonnen.
Am 18. September gab Milton bekannt, dass er nicht mehr für das Duesenberg-Team fahren werde. Stattdessen werde er für Cliff Durant den Chevrolet Duesenberg Spezial fahren. Miltons Platz im Duesenberg-Team übernahm Roscoe Sarles, der bis dahin für Frontenac fuhr. Das Saisonfinale fand an Thanksgiving statt. Die ersten Vier der Fahrerwertung hatten noch Chancen den Titel zu gewinnen. Allerdings konnte DePalmas Wagen nicht rechtzeitig nach Beverly Hills transportiert werden und er verpasste das Rennen. Murphy startete von der Pole und führte in der ersten Runde das Feld an. Danach übernahm Sarles die Führung und gab sie bis ins Ziel nicht mehr ab. Milton war mit einem defekten Ventil nach 21 Runden der erste Ausfall. Als Sarles in der 162. Runde war, lief Chevrolet auf seinen Teamkollegen Joe Thomas auf. Zur selben Zeit versuchte Eddie O’Donnell beide außen zu überholen. Dabei berührte O’Donnell Chevroletes rechtes Hinterrad und beide Wagen verunfallten. Gaston Chevrolet und O’Donnells Mechaniker Lyall Jolls starben noch am Unfallort und Eddie O’Donnell einen Tag später. Nur Chevrolets Mechaniker Johnny Bresnahan überlebte den Unfall mit leichten Kratzern.

## Fahrermeisterschaft (Top 10)

### Punktesystem
Punkte wurden abhängig von der Rennlänge an die ersten acht bis zehn Fahrer verteilt. Um Punkte zu erhalten, mussten sie das Rennen beenden. Teilten sich zwei Fahrer einen Wagen, wurden die Punkte entsprechend der gefahrenen Distanz aufgeteilt. Wenn Fahrer das Rennen in einem anderen Wagen beendeten als dem, mit dem sie gestartet sind, erhielten sie auch dafür Punkte. Das war 1916 und in den folgenden Saisons nicht der Fall.
| Position | 1    | 2   | 3   | 4   | 5  | 6  | 7  | 8  | 9  | 10 |
| -------- | ---- | --- | --- | --- | -- | -- | -- | -- | -- | -- |
| 200 mi   | 400  | 210 | 110 | 60  | 40 | 25 | 15 | 10 | –  | –  |
| 250 mi   | 500  | 260 | 140 | 80  | 50 | 35 | 25 | 15 | 10 | 5  |
| 500 mi   | 1000 | 520 | 270 | 140 | 90 | 60 | 50 | 40 | 35 | 30 |

### Meisterschaftsstand
| Pos. | Fahrer              | BEV | INDY     | TAC | ELG | BEV | Punkte |
| ---- | ------------------- | --- | -------- | --- | --- | --- | ------ |
| 1    | Gaston Chevrolet    |     | 1        | 7   | 8   | 6   | 1030   |
| 2    | Tommy Milton        | 16  | 3        | 1   | 2   | 11  | 930    |
| 3    | Jimmy Murphy        | 1   | 4        | 6   | 3   | 4   | 885    |
| 4    | Ralph DePalma       | 8   | 5        | 11  | 1   | DNA | 605    |
| 5    | Roscoe Sarles       | 4   | 17 / 20  | 5   |     | 1   | 540    |
| 6    | René Thomas         |     | 2        |     |     |     | 520    |
| 7    | Joe Thomas          | 2   | 8        | 10  | 7   | 5   | 351    |
| 8    | Ralph Mulford       | 7   | 9        | 2   | 4   |     | 350    |
| 9    | Eddie Hearne        | 6   | 6        | 3   | DNQ | 3   | 345    |
| 10   | Eddie Miller        |     |          | DNA |     | 2   | 260    |
| 11   | Ira Vail            | 3   | DNQ / 12 |     |     |     | 140    |
| 12   | Eddie O’Donnell     | 5   | 14       | 8   | 5   | 7   | 110    |
| 13   | Art Klein           | 13  | DNF / 8  | 4   |     |     | 62     |
| 14   | Ken Goodson         | 4   |          |     |     |     | 61     |
| 15   | Jean Chassagne      |     | 7        |     |     |     | 50     |
| 16   | Percy Ford          |     |          |     | 6   |     | 35     |
| 17   | Tom Alley           |     | 10       |     | 7   |     | 20     |
| 18   | Pete Henderson      |     | 10       |     |     |     | 14     |
| 19   | John DePalma        | 9   |          |     |     |     | 10     |
| 20   | Harry Thicksten     |     | 8        |     |     |     | 2      |
| —    | Jim Crosby          |     |          |     |     | 8   | 0      |
| —    | Joe Boyer           | 11  | 12       | 9   |     |     | 0      |
| —    | Al Melcher          |     |          |     |     | 9   | 0      |
| —    | Eddie Pullen        | 10  |          |     |     |     | 0      |
| —    | John Thiele         |     |          |     |     | 10  | 0      |
| —    | John Boling         |     | 11       |     |     |     | 0      |
| —    | Riley Brett         |     | 11       |     |     |     | 0      |
| —    | Cliff Durant        | 15  | DNQ      | 12  | WD  |     | 0      |
| —    | Reeves Dutton       | 12  |          |     |     |     | 0      |
| —    | Ray Howard          |     | 13       |     |     |     | 0      |
| —    | Aldo Franchi        |     | 13       |     |     |     | 0      |
| —    | Jules Goux          |     | 15       |     |     |     | 0      |
| —    | Willie Haupt        |     | 16       |     |     |     | 0      |
| —    | Wade Morton         |     | 16       |     |     |     | 0      |
| —    | Bennett Hill        | 17  | 17       |     |     | DNA | 0      |
| —    | Jerry Wonderlich    |     | 17 / 18  |     |     |     | 0      |
| —    | Waldo Stein         | 18  | DNQ      |     |     | DNS | 0      |
| —    | Louis Chevrolet     |     | 18       |     |     |     | 0      |
| —    | Salvatore Barbarino |     | 18       |     |     |     | 0      |
| —    | Howdy Wilcox        |     | 19       |     |     |     | 0      |
| —    | Jean Porporato      |     | 22       |     |     |     | 0      |
| —    | André Boillot       |     | 23       |     |     |     | 0      |
| —    | John White          | DNQ |          |     |     |     | 0      |
| —    | Jules Ellingboe     |     | DNQ      |     |     |     | 0      |
| —    | Frank Elliott       |     | DNQ      |     |     |     | 0      |
| —    | C. Glenn Howard     |     | DNQ      |     |     |     | 0      |
| —    | Kurt Hitke          |     | DNQ      |     |     |     | 0      |
| —    | Jack Scales         |     | DNQ      |     |     |     | 0      |
| —    | Tom Rooney          |     | INJ      |     |     |     | 0      |
| —    | Toland Nicholson    | DNS |          |     |     |     | 0      |
| —    | Arthur Chevrolet    |     | DNS      |     |     |     | 0      |
| —    | Dave Lewis          |     |          |     |     | DNS | 0      |
| —    | Stuart Wilkinson    |     |          |     |     | DNS | 0      |
| —    | Alton Soules        |     |          |     |     | DNS | 0      |
| —    | W. H. Seymour       |     |          |     | DSQ |     | 0      |
| Pos. | Fahrer              | BEV | INDY     | TAC | ELG | BEV | Punkte |

## Rennen ohne Meisterschaftsstatus
| Datum         | Ort (Staat)        | Rennen / Rennstrecke                                 | Distanz (mi / km) Runden | Sieger        | Team/Fahrzeugbesitzer Fahrzeug |
| ------------- | ------------------ | ---------------------------------------------------- | ------------------------ | ------------- | ------------------------------ |
| 28. März      | Beverly Hills (CA) | Beverly Hills Heat 1 Los Angeles Motor Speedway (HO) | 50 / 80,5 40 Runden      | Art Klein     | Frank P. Book Peugeot          |
| 28. März      | Beverly Hills (CA) | Beverly Hills Heat 2 Los Angeles Motor Speedway (HO) | 50 / 80,5 40 Runden      | Jimmy Murphy  | Buesenberg Bros Duesenberg     |
| 28. März      | Beverly Hills (CA) | Beverly Hills Main Los Angeles Motor Speedway (HO)   | 50 / 80,5 40 Runden      | Tommy Milton  | Duesenberg Bros Duesenberg     |
| 19. Juni      | Hopwood (PA)       | Universal Trophy Race Uniontown Speedway (HO)        | 225 / 362,1 200 Runden   | Tommy Milton  | Duesenberg Bros Duesenberg     |
| 06. September | Hopwood (PA)       | 4th Annual Autumn Classic Uniontown Speedway (HO)    | 225 / 362,1 200 Runden   | Tommy Milton  | Duesenberg Bros Duesenberg     |
| 19. September | Syracuse (NY)      | Syracuse 50 New York State Fairgrounds (UO)          | 50 / 80,5 50 Runden      | Ralph DePalma | Ballot                         |
| 02. Oktober   | Fresno (CA)        | San Joaquin Valley Classic Fresno Speedway (HO)      | 200 / 321,9 100 Runden   | Jimmy Murphy  | Duesenberg Bros Duesenberg     |

- Erklärung: HO: Holzoval, UO: unbefestigtes Oval